# Stazione di Trieste Airport
Stazione di Trieste Airport vasúti megállóhely Olaszországban, Trieszt városában, a Trieste – Friuli Venezia Giulia repülőtér közelében.

## Vasútvonalak
Az állomást az alábbi vasútvonalak érintik:
- Velence–Trieszt-vasútvonal

## Kapcsolódó állomások
A vasútállomáshoz az alábbi állomások vannak a legközelebb:
- Pieris-Turriaco railway halt (Stazione di Venezia Santa Lucia, Velence–Trieszt-vasútvonal)
- Stazione di Ronchi dei Legionari Sud (Trieszt központi pályaudvara, Velence–Trieszt-vasútvonal)